# Sirona (Sängerin)
Sirona, bürgerlich Marie-Christin Pannen (* 20. November 1986), ist eine deutsche Sängerin aus Moers.

## Leben
Pannen spielte bereits als Teenager in einer Rockband namens Amber, und sie spielt mehrere Instrumente. Nach einem Studium des Kommunikationsdesigns arbeitet sie als freiberufliche Grafikdesignerin. Anfang 2015 traf sie den Musikproduzenten Shaun Bate und sang das von ihm produzierte Lied Don’t You Worry. Der Song wurde am 30. April 2015 bei Nitron Music, einem Sublabel von Sony Music, veröffentlicht. Zwei Monate später stieg er auf Platz 96 in den deutschen Musikcharts ein.